# Matthias Stich (Musiker)
Matthias Stich (* 1961 in Freiburg im Breisgau) ist ein deutscher Musiker (Alt- und Sopransaxophon, Klarinetten, Piano), Komponist und Musikpädagoge, der im Jazz, aber auch in der Klassik hervorgetreten ist.

## Leben und Wirken
Stich lernte seit 1970 Klarinette; 1976 kam das Altsaxophon und ein Jahr später das Klavier hinzu. Er absolvierte zwischen 1980 und 1984 ein klassisches Musikstudium an der Musikhochschule Freiburg mit dem Hauptfach Klarinette bei Dieter Klöcker. Von 1986 bis 1987 wurde er an der Swiss Jazz School im Jazz unterwiesen (u. a. bei Andy Scherrer) 
Seit 1980 spielte Stich in diversen Gruppen; so war er ab 1984 Erster Altist in diversen Big Bands. Mit seinem eigenen Quintett sevensenses interpretierte er ausschließlich Eigenkompositionen (1989–2000). Mit dem Quintett Whisper Hot legte er drei Alben mit Programmen zu Ernst Jandl oder Johann Sebastian Bach vor. Seit 2007 spielte er im Duo mit Michael Kiedaisch unter dem Namen mallets and reeds kammermusikalischen Jazz für Vibraphon und Saxophon. Im Trio MIMANÈE arbeitet er mit der Sängerin Neele Pfleiderer und Kiedaisch.  Er leitete das Vocal-Jazz-Quintett Stitches Brew (zwei Alben), das die Sängerin Julia Pellegrini herausstellte und ausschließlich Eigenkompositionen interpretierte.
Weiterhin trat Stich mit der Phil Moerke Group (Multi Colors), der Bobby Burgess Big Band Explosion, in Alexanders Swingtime Band ("Live in Concert) und in Karoline Höflers Charlie Haigl Festival Band (Album 1994) auf. Seit 2002 war er im Quartett Noite Carioca mit Musik aus Brasilien zu hören. Er ist ständiges Mitglied der Silent Movie Music Company unter der Leitung von Günter A. Buchwald. In den letzten Jahren begleitete er Thilo Martinho (I am, Latin Breeze) und Ismael Reinhardt (Gypsy Swing). Auch unterstützte er bei mehreren Projekten das Ensemble Modern, etwa im Rahmen der Ruhrtriennale, und ist auch auf mehreren Tonträgers des Ensembles zu hören.
Seit 1994 wirkte Stich auch an zahlreichen Musik-Theater-Produktionen in Freiburg mit. Er verfasste Kompositionen für unterschiedlichste Besetzungen, u. a. auch für Blasmusik und Akkordeonorchester. Stich war von 1990 bis 2014 Lehrer an den Jazz & Rock Schulen Freiburg. Zwischen 2005 und 2014 war er zudem Lehrbeauftragter an der Musikhochschule Freiburg für Saxophon (Jazz, Klassik und Neue Musik). Seit 2012 ist er an der Jugendmusikschule Südlicher Breisgau tätig, wo er unter anderem Co-Leader der Jugend-Bigband ist.

## Preise und Auszeichnungen
Stich erhielt 1993 den Jazzpreis Baden-Württemberg.

## Diskographische Hinweise
- Pandemic Pieces (2021)
- Naked (2014)
- Stitches Brew feat. Julia Pellegrini  Love ... and Other Songs (2012)
- Michael Kiedaisch & Matthias Stich Nightsongs (2008)
- Matthias Stich & Sevensenses ... mehrschichtig ... (2001)[3]
- Matthias Stich & Whisper Hot BACH lives!! (1997)